# Histoire du Manchester City Football Club

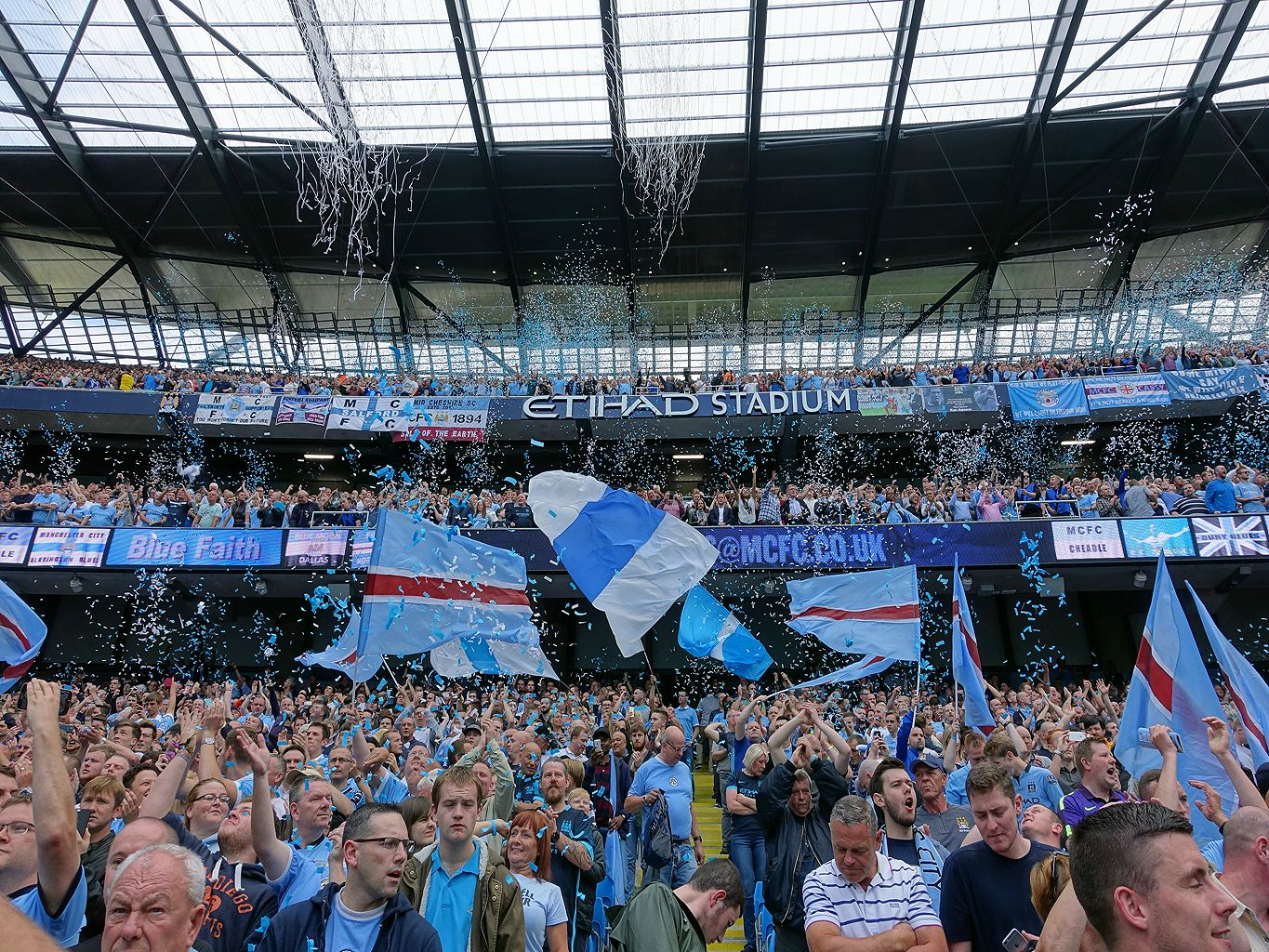
Stade durant un match du Manchester City Football Club

Le Manchester City Football Club possède une longue histoire. Elle débute en 1880 avec la création d'un club de football par St. Mark's, une église de West Gorton cherchant à occuper les locaux alors que la violence et l'alcoolisme posent problèmes. Le club est ensuite renommé Ardwick Association Football Club à la suite de son déménagement à Hyde Road, puis finit par devenir Manchester City en 1894 à la suite de difficultés financières. Depuis sa création, le club a remporté à neuf occasions le Championnat d'Angleterre, la FA Cup, la Coupe de la ligue et le Community Shield. Il remporte également un trophée européen, avec la Coupe d'Europe des vainqueurs de coupe en 1970.

## Fondation et premiers succès (1880-1926)
Manchester City a été fondé en 1880 sous le nom de St. Mark's, un club amateur de football basé à Gorton, dans la banlieue de Manchester. En 1887, l’équipe a changé de nom pour Ardwick AFC avant de devenir Manchester City en 1894, après des difficultés financières qui avaient failli entraîner la dissolution du club. Durant ses premières années, Manchester City a évolué dans des ligues locales avant de rejoindre la Football League en 1899. Le club a commencé à se faire un nom au début du 20e siècle, remportant ses premiers titres majeurs, dont la FA Cup en 1904. Après un certain déclin dans les années 1920, Manchester City a continué à construire sa réputation, finissant par s’imposer comme une équipe de premier plan dans le football anglais.

## Quelques succès (1926-1970)
Entre 1926 et 1970, Manchester City a connu plusieurs succès importants. Dans les années 1930, le club a remporté la First Division (le championnat anglais) en 1937 et 1938, marquant un âge d’or avec des joueurs emblématiques comme Sammy Baird et Eric Brook. Toutefois, la Seconde Guerre mondiale et la période d'après-guerre ont perturbé les performances du club.
Dans les années 1960, Manchester City a amorcé un renouveau sous la direction de l'entraîneur Joe Mercer et avec des joueurs comme Colin Bell, Mike Summerbee et Franny Lee. En 1968, le club a remporté son deuxième titre de First Division après une longue attente, avec un style de jeu moderne et attrayant. En plus de ce titre, City a également remporté la FA Cup en 1969 et la Coupe des Coupes en 1970, battant Górnik Zabrze en finale.
Ce succès en Europe, ajouté à un triomphe en League Cup en 1970, a solidifié la position de Manchester City parmi les grandes équipes anglaises. Cependant, après ces années de gloire, le club a connu un déclin dans les années suivantes.

## Déclin et stagnation (1970-2008)
Entre 1970 et 2008, Manchester City a connu une période de déclin et de stagnation, marquée par des hauts et des bas. Après le triomphe de 1970, où le club a remporté la Coupe des Coupes et la League Cup, les années suivantes ont été plus difficiles. Bien que l’équipe ait remporté la FA Cup en 1976, un léger déclin a commencé à s'installer, avec des performances plus irrégulières en championnat et une instabilité financière.
Dans les années 1980, Manchester City a chuté dans les divisions inférieures du football anglais. En 1983, le club a été relégué en Second Division, une période difficile marquée par une gestion incertaine et des problèmes financiers. Cependant, Manchester City a rapidement remonté la pente, retrouvant la First Division en 1985, avant de connaître à nouveau la relégation en 1996. Cette période de luttes a duré jusqu'au début des années 2000, où le club a connu une certaine stabilité avec des fins de saison dans la Premier League.
En 2003, Manchester City a frôlé une nouvelle relégation, mais a été sauvé par un changement de propriétaire et une reprise en main sous l'entraîneur Kevin Keegan. Cependant, les ambitions du club restaient limitées, avec peu de succès sur la scène nationale et internationale. Ce n’est qu’en 2008, avec le rachat par le groupe Abu Dhabi United, que Manchester City a amorcé un renouveau majeur, marquant la fin de cette période de déclin.

## Les grands moyens
Durant l'été 2008, City est racheté par un fonds d'investissement d'Abu Dhabi, et Khaldoon Al Mubarak devient le nouveau président du club. Les nouveaux propriétaires frappent très vite un grand coup en soufflant la star brésilienne du Real Madrid, Robinho, pour 32,5 millions de livres. Malgré tout, le club est au bord de la relégation fin 2008, à mi-championnat. De nouveaux renforts arrivent au mercato d'hiver et les résultats s'améliorent. City termine 10e et atteint les quarts de finale de la Coupe UEFA. À l'aube de la saison 2009-2010, les Skyblues se présentent comme un outsider potentiel au Big four, avec environ 100 millions de livres dépensés en recrutement. À la suite d'une série de matchs insatisfaisants, City remplace Mark Hughes par Roberto Mancini le 19 décembre malgré une 6e place provisoire et un parcours convaincant en League Cup. Le technicien italien n'arrive toutefois pas à qualifier les Skyblues pour la Ligue des champions, City échappant de peu à la 4e place derrière Tottenham.
Durant le mercato 2010, City dépense 150 millions d'euros pour recruter Jerome Boateng, Yaya Touré, David Silva, Aleksandar Kolarov, Mario Balotelli et James Milner. Avec ce recrutement important (auquel s'ajoute l'arrivée d'Edin Džeko en janvier), les Citizens obtiennent la 3e place du championnat, et se qualifient directement pour la Ligue des champions. City atteint la finale de la FA Cup 2011 après avoir disqualifié Manchester United lors de la demi-finale pour la première fois depuis 1975. Ils battent ensuite Stoke City en finale et gagnent leur premier trophée depuis la Coupe de la ligue de 1976. Au cours de cette saison, City a battu le record de dettes créées par un club de football en un an.
Durant la saison 2011-2012, le club s'offre une revanche de prestige lors de la 9e journée de championnat, avec une victoire 6-1 à Old Trafford, face à son voisin et adversaire pour le titre Manchester United. En C1, le club termine 3e de son groupe derrière le Bayern Munich et Naples et se retrouve en Ligue Europa face au FC Porto. Grand favori de la compétition, les Skyblues s'inclinent cependant dès le tour suivant, en huitième de finale, face au Sporting Portugal. À l'occasion de la dernière journée de championnat, Manchester City et son rival United ont tous deux le même nombre de point, bien que les Skyblues possèdent l'avantage à la différence de but. Alors que les Red Devils triomphent face à Sunderland, Manchester City perd 2 à 1 à l'entrée du temps additionnel face à QPR. Les Citizens parviennent à renverser la tendance en moins de 3 minutes grâce aux buts d'Edin Džeko et de Sergio Agüero, permettant ainsi au club de remporter son premier championnat en 44 ans.
Lors de l'exercice 2012-2013, City ne parvient pas à maintenir sa forme de la saison 2011-2012 et peine à impressionner, terminant malgré tout deuxième derrière le voisin United. En Ligue des champions, le club se fait à nouveau éliminer durant les phases de groupe. Les skyblues perdent la finale de la FA Cup face au relégué Wigan Athletic et le club licencie Mancini pour manque de résultats.
Le 14 juin 2013, le club officialise l'arrivée de Manuel Pellegrini pour un contrat d'une durée de trois ans. Pour sa première saison au club, l'entraîneur chilien remporte la League Cup ainsi que la Premier League, devenant le premier entraîneur non-européen à remporter le championnat d'Angleterre. Pellegrini arrive aussi à qualifier le club en huitième de finale de la Ligue des champions pour la première fois de son histoire, mais se fait éliminer à ce stade de la compétition par le FC Barcelone. En raison de son succès en Premier League, le club est appelé à participer au Community Shield 2014, à Wembley face à Arsenal. Disposant d'un effectif dépourvu d'un bon nombre de ses stars, Manchester City s'incline 3 à 0 face au club d'Arsène Wenger.
Manchester City connaît sa première saison sans titre depuis 2011 lors de l'exercice 2014-2015. Le club stoppe une nouvelle fois son parcours en C1 face au FC Barcelone en huitième de finale et termine deuxième de Premier League.
Lors de la saison 2015-2016, City remporte la League Cup en s'imposant en finale face au Liverpool FC. Sur le plan continental, le club atteint pour la première fois de son histoire le dernier carré de la Ligue des champions en écartant en quarts de finale le Paris Saint-Germain, mais c'est en demi-finale que le club est écarté de la compétition par le Real Madrid (0-0 à l'aller, 1-0 au retour). 
La saison 2016-2017 est marqué par l'arrivée du technicien espagnol Pep Guardiola à la tête du club. Malgré les objectifs ambitieux affichés au début de saison, le club connaît une saison blanche, marquée par une élimination précoce dès les huitièmes de finale face à l'AS Monaco ainsi qu'une troisième place en championnat.
Lors du mercato estival de 2017, City recrute de façon importante plusieurs joueurs dont le prometteur gardien brésilien du Benfica Lisbonne Ederson Moraes, les monégasques Benjamin Mendy et Bernardo Silva,  le défenseur latéral Kyle Walker ( Tottenham ), le brésilien Danilo venant du Real Madrid et puis lors du mercato hivernal le recrutement du défenseur Aymeric Laporte ( Athletic Bilbao).
Cette saison 2017-2018 est de tout records pour les Citizens, pratiquant un très beau football, City réussi à enchaîner 18 victoires de suite en championnat (de la 3ème journée à la 20ème journée) avant de faire match nul lors de la 21ème journée face à Crystal Palace puis subira deux matchs plus tard sa première défaite de la saison à Anfield contre Liverpool . Cette défaite ne décourage pas City qui enchaîne par la suite une petite série de victoires en championnat et qui le 25 février remporte la League Cup face à Arsenal. Manchester City remporte par la suite le championnat avec un total de 100 points battant l'ancien record de points détenu par Chelsea et devenant la première équipe à atteindre ce total en Angleterre. Les Skyblues battront également le record de victoires sur une saison en gagnant 32 matchs puis aussi le record du nombre de buts inscrit en championnat avec un total de 106 buts.
Sur la scène européenne, City fini premier de son groupe en Ligue des champions et affronte en huitièmes de finale les suisses du FC Bâle et gagne sans grande difficulté la phase aller sur le score de 4-0 et géra sa qualification en phase retour à domicile malgré la défaite sur un score de 1-2. Ambitieux de décrocher sa première Ligue des champions de son histoire, les Citizens verront leurs rêves brisés en quarts de finale en perdant leur double confrontation face à Liverpool.